# Europawahl in Frankreich 2024
- FI: 9
- PS: 13
- EELV: 5
- ENS: 13
- LR: 6
- REC: 5
- RN: 30

- Linke: 9
- S&D: 13
- G/EFA: 5
- RE: 13
- EVP: 6
- EKR: 4
- PfE: 30
- ESN: 1

Die Europawahl in Frankreich 2024 fand am 9. Juni als Teil der EU-weiten Europawahl 2024 statt. Sie war die zehnte Wahl zum Europäischen Parlament. In Frankreich wurden 81 der 720 Abgeordneten des Europaparlaments gewählt.

## Ausgangslage
Die Wahl fand am 9. Juni 2024 statt.
In Frankreich wurden 81 der 720 Abgeordneten des Europaparlaments gewählt, und somit zwei  Mandate mehr als in der Wahl von 2019.

### Scheidendes Parlament
| Fraktion                                         | Fraktion                                               | Mandate | Partei                                        | Partei                              | Mandate |
| ------------------------------------------------ | ------------------------------------------------------ | ------- | --------------------------------------------- | ----------------------------------- | ------- |
|                                                  | Renew Europe                                           | 23 / 79 |                                               | Renaissance a                       | 11 / 79 |
|                                                  | Renew Europe                                           | 23 / 79 | Mouvement démocrate                           | 6 / 79                              |         |
|                                                  | Renew Europe                                           | 23 / 79 | Horizons b                                    | 2 / 79                              |         |
|                                                  | Renew Europe                                           | 23 / 79 | Parti radical valoisien                       | 2 / 79                              |         |
|                                                  | Renew Europe                                           | 23 / 79 | Unabhängige (Divers centre und Italia Viva) c | 2 / 79                              |         |
|                                                  | Fraktion Identität und Demokratie                      | 18 / 79 |                                               | Rassemblement National              | 18 / 79 |
|                                                  | Die Grünen/Europäische Freie Allianz                   | 12 / 79 |                                               | Les Écologistes                     | 10 / 79 |
|                                                  | Die Grünen/Europäische Freie Allianz                   | 12 / 79 | Régions et peuples solidaires                 | 2 / 79                              |         |
|                                                  | Fraktion der Europäischen Volkspartei                  | 8 / 79  |                                               | Les Républicains                    | 7 / 79  |
|                                                  | Fraktion der Europäischen Volkspartei                  | 8 / 79  | Les Centristes – Le Nouveau Centre            | 1 / 79                              |         |
|                                                  | Fraktion der Progressiven Allianz der Sozialdemokraten | 7 / 79  |                                               | Parti socialiste                    | 3 / 79  |
|                                                  | Fraktion der Progressiven Allianz der Sozialdemokraten | 7 / 79  | Place publique                                | 2 / 79                              |         |
|                                                  | Fraktion der Progressiven Allianz der Sozialdemokraten | 7 / 79  | Nouvelle Donne                                | 1 / 79                              |         |
|                                                  | Fraktion der Progressiven Allianz der Sozialdemokraten | 7 / 79  | Unabhängige (Divers gauche) d                 | 1 / 79                              |         |
|                                                  | Die Linke im Europäischen Parlament – GUE/NGL          | 6 / 79  |                                               | La France insoumise                 | 5 / 79  |
|                                                  | Die Linke im Europäischen Parlament – GUE/NGL          | 6 / 79  | Gauche républicaine et socialiste             | 1 / 79                              |         |
|                                                  | Europäische Konservative und Reformer                  | 1 / 79  |                                               | Reconquête                          | 1 / 79  |
|                                                  | Fraktionslose                                          | 4 / 79  |                                               | Unabhängige (Divers extrême droite) | 4 / 79  |
|                                                  |                                                        |         |                                               |                                     |         |
| Quelle: Europäisches Parlament (am 2. März 2024) |                                                        |         |                                               |                                     |         |

### Listen und Parteien
| N. | Liste/Partei                         | Liste/Partei                                                                                           | Liste/Partei                                                                                           | Liste/Partei | Liste/Partei                                                | Europapartei | Erstplatzierter in der Liste  |
| -- | ------------------------------------ | --- | --- | --- | ----------------------------------------------------------- | ------------ | ----------------------------- |
| 1  |                                      | Pour une humanité souveraine                                                                           | Pour une humanité souveraine                                                                           | Pour une humanité souveraine | Pour une humanité souveraine                                | –            | Leopold Édouard Deher Lesaint |
| 2  |                                      | Pour une démocratie réelle : Décidons nous-mêmes !                                                     | Pour une démocratie réelle : Décidons nous-mêmes !                                                     | Pour une démocratie réelle : Décidons nous-mêmes ! | Pour une démocratie réelle : Décidons nous-mêmes !          | –            | Philippe Ponge                |
| 3  |                                      | La France fière                                                                                        | La France fière                                                                                        | | Reconquête                                                  | –            | Marion Maréchal               |
| 3  |                                      | La France fière                                                                                        | La France fière                                                                                        | Mouvement conservateur | –                                                           |              | Marion Maréchal               |
| 4  |                                      | La France insoumise – Union populaire                                                                  | La France insoumise – Union populaire                                                                  | | La France insoumise                                         | EL           | Manon Aubry                   |
| 4  |                                      | La France insoumise – Union populaire                                                                  | La France insoumise – Union populaire                                                                  | Gauche écosocialiste | –                                                           |              | Manon Aubry                   |
| 4  |                                      | La France insoumise – Union populaire                                                                  | La France insoumise – Union populaire                                                                  | Parti ouvrier indépendant | –                                                           |              | Manon Aubry                   |
| 4  |                                      | La France insoumise – Union populaire                                                                  | La France insoumise – Union populaire                                                                  | Révolution écologique pour le vivant | –                                                           |              | Manon Aubry                   |
| 4  |                                      | La France insoumise – Union populaire                                                                  | La France insoumise – Union populaire                                                                  | Péyi-A | –                                                           |              | Manon Aubry                   |
| 4  |                                      | La France insoumise – Union populaire                                                                  | La France insoumise – Union populaire                                                                  | Pour La Réunion | –                                                           |              | Manon Aubry                   |
| 5  |                                      | La France revient !                                                                                    | La France revient !                                                                                    | | Rassemblement national                                      | ID           | Jordan Bardella               |
| 5  |                                      | La France revient !                                                                                    | La France revient !                                                                                    | L’Avenir français | –                                                           |              | Jordan Bardella               |
| 6  |                                      | Europe Écologie                                                                                        | Europe Écologie                                                                                        | | Les Écologistes                                             | EGP          | Marie Toussaint               |
| 7  |                                      | Free Palestine                                                                                         | Free Palestine                                                                                         | | Union des démocrates musulmans français                     | FPP          | Nagib Azergui                 |
| 8  |                                      | Parti animaliste – Les animaux comptent, votre voix aussi                                              | Parti animaliste – Les animaux comptent, votre voix aussi                                              | | Parti animaliste                                            | –            | Hélène Thouy                  |
| 9  |                                      | Parti révolutionnaire Communistes                                                                      | Parti révolutionnaire Communistes                                                                      | Parti révolutionnaire Communistes | Parti révolutionnaire Communistes                           | –            | Olivier Terrien               |
| 10 |                                      | Parti Pirate                                                                                           | Parti Pirate                                                                                           | Parti Pirate | Parti Pirate                                                | PPEU         | Caroline Zorn                 |
| 11 |                                      | Besoin d’Europe                                                                                        | Ensemble pour la République                                                                            | | Renaissance                                                 | –            | Valérie Hayer                 |
| 11 |                                      | Besoin d’Europe                                                                                        | Ensemble pour la République                                                                            | Mouvement démocrate | EDP                                                         |              | Valérie Hayer                 |
| 11 |                                      | Besoin d’Europe                                                                                        | Ensemble pour la République                                                                            | Horizons | –                                                           |              | Valérie Hayer                 |
| 11 |                                      | Besoin d’Europe                                                                                        | Ensemble pour la République                                                                            | Parti radical valoisien | ALDE                                                        |              | Valérie Hayer                 |
| 11 |                                      | Besoin d’Europe                                                                                        | Ensemble pour la République                                                                            | En commun | –                                                           |              | Valérie Hayer                 |
| 11 |                                      | Besoin d’Europe                                                                                        | Ensemble pour la République                                                                            | Fédération progressiste | –                                                           |              | Valérie Hayer                 |
| 11 |                                      | Besoin d’Europe                                                                                        | Ensemble pour la République                                                                            | Refondation républicaine | –                                                           |              | Valérie Hayer                 |
| 11 | Union des démocrates et indépendants | Besoin d’Europe                                                                                        | | Union des démocrates et indépendants | ALDE                                                        |              | Valérie Hayer                 |
| 12 |                                      | PACE – Parti des citoyens européens, pour l’armée européenne, pour l’Europe sociale, pour la planète ! | PACE – Parti des citoyens européens, pour l’armée européenne, pour l’Europe sociale, pour la planète ! | | Parti des citoyens européens                                | –            | Audric Alexandre              |
| 13 |                                      | Équinoxe : écologie pratique et renouveau démocratique                                                 | Équinoxe : écologie pratique et renouveau démocratique                                                 | | Équinoxe                                                    | –            | Marine Cholley                |
| 14 |                                      | Écologie Positive et Territoires                                                                       | Écologie Positive et Territoires                                                                       | | Écologie Positive                                           | –            | Yann Wehrling                 |
| 14 |                                      | Écologie Positive et Territoires                                                                       | Écologie Positive et Territoires                                                                       | Cap21 | –                                                           |              | Yann Wehrling                 |
| 14 |                                      | Écologie Positive et Territoires                                                                       | Écologie Positive et Territoires                                                                       | Le Trèfle | –                                                           |              | Yann Wehrling                 |
| 14 |                                      | Écologie Positive et Territoires                                                                       | Écologie Positive et Territoires                                                                       | Les Universalistes | –                                                           |              | Yann Wehrling                 |
| 14 |                                      | Écologie Positive et Territoires                                                                       | Écologie Positive et Territoires                                                                       | France Écologie | –                                                           |              | Yann Wehrling                 |
| 14 |                                      | Écologie Positive et Territoires                                                                       | Écologie Positive et Territoires                                                                       | 100% Citoyens | –                                                           |              | Yann Wehrling                 |
| 14 |                                      | Écologie Positive et Territoires                                                                       | Écologie Positive et Territoires                                                                       | Le Mouvement pour les animaux | –                                                           |              | Yann Wehrling                 |
| 14 |                                      | Écologie Positive et Territoires                                                                       | Écologie Positive et Territoires                                                                       | Eusko Alderdi Jeltzalea | EDP                                                         |              | Yann Wehrling                 |
| 15 |                                      | Liste Asselineau-Frexit, pour le pouvoir d’achat et pour la paix                                       | Liste Asselineau-Frexit, pour le pouvoir d’achat et pour la paix                                       | | Union populaire républicaine                                | –            | François Asselineau           |
| 16 |                                      | Paix et Décroissance                                                                                   | Paix et Décroissance                                                                                   | Paix et Décroissance | Paix et Décroissance                                        | –            | Michel Simonin                |
| 17 |                                      | Pour une autre Europe                                                                                  | Pour une autre Europe                                                                                  | | Fédération citoyenne                                        | –            | Jean-Marc Fortané             |
| 17 |                                      | Pour une autre Europe                                                                                  | Pour une autre Europe                                                                                  | Nous Citoyens – France | –                                                           |              | Jean-Marc Fortané             |
| 18 |                                      | La droite pour faire entendre la voix de la France en Europe                                           | La droite pour faire entendre la voix de la France en Europe                                           | | Les Républicains                                            | EVP          | François-Xavier Bellamy       |
| 18 |                                      | La droite pour faire entendre la voix de la France en Europe                                           | La droite pour faire entendre la voix de la France en Europe                                           | Les Centristes – Le Nouveau Centre | –                                                           |              | François-Xavier Bellamy       |
| 19 |                                      | Lutte ouvrière le camp des travailleurs                                                                | Lutte ouvrière le camp des travailleurs                                                                | | Lutte Ouvrière (einschl. Combat ouvrier)                    | –            | Nathalie Arthaud              |
| 20 |                                      | Changer l’Europe                                                                                       | Changer l’Europe                                                                                       | | Nouvelle Donne                                              | –            | Pierre Larrouturou            |
| 21 |                                      | Nous le peuple                                                                                         | Nous le peuple                                                                                         | | République souveraine                                       | –            | Georges Kuzmanovic            |
| 22 |                                      | Pour un monde sans frontières ni patrons, urgence révolution !                                         | Pour un monde sans frontières ni patrons, urgence révolution !                                         | | Nouveau Parti anticapitaliste                               | –            | Selma Labib                   |
| 23 |                                      | Pour le pain, la paix, la liberté !                                                                    | Pour le pain, la paix, la liberté !                                                                    | | Parti des travailleurs                                      | –            | Camille Adoue                 |
| 24 |                                      | L’Europe ça suffit !                                                                                   | L’Europe ça suffit !                                                                                   | | Les Patriotes                                               | –            | Florian Philippot             |
| 24 |                                      | L’Europe ça suffit !                                                                                   | L’Europe ça suffit !                                                                                   | Via, la voie du peuple | ECPM                                                        |              | Florian Philippot             |
| 25 |                                      | Non ! Prenons-nous en mains                                                                            | Non ! Prenons-nous en mains                                                                            | | Rester libre                                                | –            | Édouard Husson                |
| 26 |                                      | Forteresse Europe – Liste d’unité nationaliste                                                         | Forteresse Europe – Liste d’unité nationaliste                                                         | | Les Nationalistes                                           | –            | Pierre-Marie Bonneau          |
| 27 |                                      | Réveiller l’Europe                                                                                     | Réveiller l’Europe                                                                                     | | Parti socialiste                                            | SPE          | Raphaël Glucksmann            |
| 27 |                                      | Réveiller l’Europe                                                                                     | Réveiller l’Europe                                                                                     | Place publique | –                                                           |              | Raphaël Glucksmann            |
| 28 |                                      | Non à l’UE et à l’OTAN, communistes pour la paix et le progrès social                                  | Non à l’UE et à l’OTAN, communistes pour la paix et le progrès social                                  | | Association nationale des communistes                       | –            | Charles Hoareau               |
| 29 |                                      | Alliance rurale                                                                                        | Alliance rurale                                                                                        | | Résistons !                                                 | –            | Jean Lassalle                 |
| 30 |                                      | France libre                                                                                           | France libre                                                                                           | France libre | France libre                                                | –            | Francis Lalanne               |
| 31 |                                      | Europe Territoires Écologie                                                                            | Europe Territoires Écologie                                                                            | | Parti radical de gauche                                     | –            | Guillaume Lacroix             |
| 31 |                                      | Europe Territoires Écologie                                                                            | Europe Territoires Écologie                                                                            | Volt France | Volt                                                        |              | Guillaume Lacroix             |
| 31 |                                      | Europe Territoires Écologie                                                                            | Europe Territoires Écologie                                                                            | Régions et peuples solidaires - Eusko Alkartasuna - Euskal Herria Bai - OUI au Pays Catalan - Unitat Catalana - Esquerra Republicana de Catalunya - Partitu di a Nazione Corsa - Femu a Corsica - Partit Occitan - 57-Le Parti des Mosellans - Unvaniezh Demokratel Breizh - Unser Land - Mouvement Région Savoie - Parti Réunionnais | Siehe - EFA - EFA - EFA - EFA - EFA - EFA - EFA - EFA - EFA |              | Guillaume Lacroix             |
| 31 |                                      | Europe Territoires Écologie                                                                            | Europe Territoires Écologie                                                                            | Mouvement des progressistes | –                                                           |              | Guillaume Lacroix             |
| 31 |                                      | Europe Territoires Écologie                                                                            | Europe Territoires Écologie                                                                            | Mouvement des citoyens | –                                                           |              | Guillaume Lacroix             |
| 31 |                                      | Europe Territoires Écologie                                                                            | Europe Territoires Écologie                                                                            | Collectif des sociaux-démocrates réformateurs | –                                                           |              | Guillaume Lacroix             |
| 31 |                                      | Europe Territoires Écologie                                                                            | Europe Territoires Écologie                                                                            | L'Avenir n’attend pas | –                                                           |              | Guillaume Lacroix             |
| 32 |                                      | La ruche citoyenne                                                                                     | La ruche citoyenne                                                                                     | La ruche citoyenne | La ruche citoyenne                                          | –            | Lorys Elmayan                 |
| 33 |                                      | Gauche unie pour le monde du travail                                                                   | Parti communiste français                                                                              | | Parti communiste français (einschl. PCR)                    | EL           | Léon Deffontaines             |
| 33 | Fédération de la gauche républicaine | Gauche unie pour le monde du travail                                                                   | | Gauche républicaine et socialiste | EL                                                          |              | Léon Deffontaines             |
| 33 | Fédération de la gauche républicaine | Gauche unie pour le monde du travail                                                                   | | Mouvement républicain et citoyen | –                                                           |              | Léon Deffontaines             |
| 33 | Fédération de la gauche républicaine | Gauche unie pour le monde du travail                                                                   | | L’Engagement | –                                                           |              | Léon Deffontaines             |
| 33 | Fédération de la gauche républicaine | Gauche unie pour le monde du travail                                                                   | | Les Radicaux de gauche | –                                                           |              | Léon Deffontaines             |
| 34 |                                      | Défendre les enfants                                                                                   | Défendre les enfants                                                                                   | Défendre les enfants | Défendre les enfants                                        | –            | Gaël Coste-Meunier            |
| 35 |                                      | Écologie au centre                                                                                     | Écologie au centre                                                                                     | | Écologie au centre                                          | –            | Jean-Marc Governatori         |
| 35 |                                      | Écologie au centre                                                                                     | Écologie au centre                                                                                     | Régions unies d’Europe - Bastir Occitanie - Parti Breton - Parti lorrain - Prouvenço Nacioun - Parti de la nation occitane | Siehe                                                       |              | Jean-Marc Governatori         |
| 36 |                                      | Démocratie représentative                                                                              | Démocratie représentative                                                                              | Démocratie représentative | Démocratie représentative                                   | –            | Hadama Traoré                 |
| 37 |                                      | Espéranto langue commune                                                                               | Espéranto langue commune                                                                               | | Europa – Demokratie – Esperanto                             | EDE          | Laure Patas d’Illiers         |
| 38 |                                      | Liberté démocratie française                                                                           | Liberté démocratie française                                                                           | Liberté démocratie française | Liberté démocratie française                                | –            | Patrice Graudé                |

## Ergebnis

### Nach Wahllisten
| Listen                   | Listen                                                                                         | Stimmen    | %    | Mandate |
| ------------------------ | ---------------------------------------------------------------------------------------------- | ---------- | ---- | ------- |
|                          | LRN – La France revient ! (RN – LAF)                                                           | 7.765.936  | 31,4 | 30      |
|                          | LENS – Besoin d’Europe (Ensemble – UDI)                                                        | 3.614.646  | 14,6 | 13      |
|                          | LUG – Réveiller l’Europe (PS – PP)                                                             | 3.424.216  | 13,8 | 13      |
|                          | LFI – La France insoumise – Union populaire (LFI – GÉS – POI – REV – Sonst.)                   | 2.448.703  | 9,9  | 9       |
|                          | LLR – La droite pour faire entendre la voix de la France en Europe (LR – LC)                   | 1.794.171  | 7,2  | 6       |
|                          | LVEC – Europe Écologie (Les Écologistes)                                                       | 1.361.883  | 5,5  | 5       |
|                          | LREC – La France fière (Reconquête – Mouvement conservateur)                                   | 1.353.127  | 5,5  | 5       |
|                          | LCOM – Gauche unie pour le monde du travail (PCF – GRS – MCR – Sonst.)                         | 584.067    | 2,4  | –       |
|                          | LDVD – Alliance rurale (Résistons !)                                                           | 582.901    | 2,4  | –       |
|                          | LDIV – Parti animaliste – Les animaux comptent, votre voix aussi                               | 495.936    | 2,0  | –       |
|                          | LECO – Écologie au centre                                                                      | 316.136    | 1,3  | –       |
|                          | LDIV – Liste Asselineau-Frexit, pour le pouvoir d’achat et pour la paix (UPR)                  | 253.036    | 1,0  | –       |
|                          | LEXD – L’Europe ça suffit ! (Les Patriotes – Via)                                              | 229.190    | 0,9  | –       |
|                          | LEXG – Lutte ouvrière le camp des travailleurs (LO)                                            | 121.281    | 0,5  | –       |
|                          | LECO – Écologie Positive et Territoires (ÉP – Cap21 – Le Trèfle – Les Universalistes – Sonst.) | 104.954    | 0,4  | –       |
|                          | LECO – Équinoxe : écologie pratique et renouveau démocratique                                  | 73.002     | 0,3  | –       |
|                          | LDVG – Europe Territoires Écologie (PRG – RPS – Volt – MdP – MDC – Sonst.)                     | 63.482     | 0,3  | –       |
|                          | LEXG – Pour un monde sans frontières ni patrons, urgence révolution ! (NPA)                    | 37.434     | 0,2  | –       |
|                          | LDIV – Parti Pirate                                                                            | 28.119     | 0,1  | –       |
|                          | LDIV – Free Palestine (UDMF)                                                                   | 14.986     | 0,1  | –       |
|                          | LDIV – Nous le peuple (RS)                                                                     | 13.886     | 0,1  | –       |
|                          | LDVG – Changer l’Europe (ND)                                                                   | 13.068     | 0,1  | –       |
|                          | LDIV – Espéranto langue commune (EDE)                                                          | 10.349     | 0,0  | –       |
|                          | LDIV – PACE – Parti des citoyens européens                                                     | 7.397      | 0,0  | –       |
|                          | LDIV – France libre                                                                            | 5.474      | 0,0  | –       |
|                          | LDIV – Défendre les enfants                                                                    | 5.214      | 0,0  | –       |
|                          | LEXD – Forteresse Europe – Liste d’unité nationaliste (Les Nationalistes)                      | 5.096      | 0,0  | –       |
|                          | LEXG – Pour le pain, la paix, la liberté ! (PT)                                                | 4.120      | 0,0  | –       |
|                          | LDIV – La ruche citoyenne                                                                      | 4.038      | 0,0  | –       |
|                          | LEXG – Paix et Décroissance                                                                    | 3.726      | 0,0  | –       |
|                          | LDIV – Pour une autre Europe (FC – NCF)                                                        | 3.688      | 0,0  | –       |
|                          | LEXG – Non à l’UE et à l’OTAN, communistes pour la paix et le progrès social (ANC)             | 3.078      | 0,0  | –       |
|                          | LDIV – Non ! Prenons-nous en mains (Rester libre)                                              | 1.507      | 0,0  | –       |
|                          | LEXG – Parti révolutionnaire Communistes                                                       | 1.497      | 0,0  | –       |
|                          | LDIV – Pour une démocratie réelle : Décidons nous-mêmes !                                      | 1.443      | 0,0  | –       |
|                          | LDIV – Pour une humanité souveraine                                                            | 1.230      | 0,0  | –       |
|                          | LDIV – Liberté démocratique française                                                          | 1.007      | 0,0  | –       |
|                          | LDIV – Démocratie représentative                                                               | 749        | 0,0  | –       |
| Gesamt                   | Gesamt                                                                                         | 24.753.773 | 100  | 81      |
|                          |                                                                                                |            |      |         |
| Leere Stimmzettel        | Leere Stimmzettel                                                                              | 346.240    | 1,4  |         |
| Ungültige Stimmzettel    | Ungültige Stimmzettel                                                                          | 370.459    | 1,5  |         |
| Wähler                   | Wähler                                                                                         | 25.470.472 | 51,5 |         |
| Wahlberechtigte          | Wahlberechtigte                                                                                | 49.462.981 |      |         |
|                          |                                                                                                |            |      |         |
| Quelle: Innenministerium |                                                                                                |            |      |         |

Nuances:
- LRN: Liste du Rassemblement National
- LENS: Liste Ensemble pour la République
- LUG: Liste d’union à gauche
- LFI: Liste de La France insoumise
- LLR: Liste des Républicains
- LVEC: Liste Les Écologistes
- LREC: Liste Reconquête
- LCOM: Liste du Parti communiste français
- LDVD: Liste divers droite
- LDVG: Liste divers gauche
- LDIV: Liste Divers
- LECO: Liste écologiste
- LEXD: Liste d’extrême droite
- LEXG: Liste d’extrême-gauche

### Ergebnis nach Gebietskörperschaften
| Region/ Gebietskörperschaft     | Listen (%) | Listen (%) | Listen (%) | Listen (%) | Listen (%) | Listen (%) | Listen (%) | Listen (%) | Listen (%) | Gültige Stimmen |
| Region/ Gebietskörperschaft     | LRN        | LENS       | LUG        | LFI        | LLR        | LVEC       | LREC       | LCOM       | Sonstige   | Gültige Stimmen |
| ------------------------------- | ---------- | ---------- | ---------- | ---------- | ---------- | ---------- | ---------- | ---------- | ---------- | --------------- |
| Auvergne-Rhône-Alpes            | 30,9       | 14,2       | 13,8       | 9,5        | 8,0        | 6,2        | 5,6        | 2,3        |            | 3.080.057       |
| Bourgogne-Franche-Comté         | 37,1       | 13,8       | 12,2       | 7,0        | 7,5        | 4,4        | 5,3        | 2,2        |            | 1.078.582       |
| Bretagne                        | 25,6       | 17,4       | 18,4       | 7,1        | 7,5        | 7,3        | 4,2        | 2,6        |            | 1.435.151       |
| Centre-Val de Loire             | 34,9       | 15,1       | 12,5       | 7,4        | 7,5        | 4,4        | 5,4        | 2,5        |            | 945.028         |
| Grand Est                       | 38,3       | 14,4       | 10,8       | 7,6        | 7,6        | 4,1        | 5,5        | 1,6        |            | 1.963.289       |
| Hauts-de-France                 | 42,4       | 12,9       | 9,0        | 8,4        | 6,1        | 3,6        | 4,6        | 3,1        |            | 2.117.501       |
| Île-de-France                   | 18,8       | 15,5       | 15,8       | 18,6       | 8,8        | 7,0        | 5,7        | 2,0        |            | 3.913.889       |
| Normandie                       | 35,3       | 15,7       | 13,3       | 6,9        | 6,9        | 4,4        | 4,6        | 2,8        |            | 1.255.689       |
| Nouvelle-Aquitaine              | 30,9       | 14,8       | 16,0       | 6,8        | 6,5        | 5,3        | 5,0        | 2,9        |            | 2.427.527       |
| Okzitanien                      | 33,7       | 12,2       | 15,5       | 9,0        | 5,5        | 5,1        | 5,5        | 2,7        |            | 2.417.131       |
| Pays de la Loire                | 27,6       | 17,9       | 16,1       | 7,0        | 7,9        | 7,1        | 4,7        | 2,1        |            | 1.475.630       |
| Provence-Alpes-Côte d’Azur      | 38,6       | 12,3       | 10,5       | 9,7        | 6,4        | 4,2        | 7,7        | 2,1        |            | 1.944.525       |
| Korsika                         | 40,8       | 13,3       | 9,0        | 7,1        | 4,0        | 2,5        | 8,4        | 2,4        |            | 105.352         |
| Guadeloupe                      | 30,0       | 13,8       | 14,2       | 15,0       | 3,0        | 5,0        | 3,3        | 1,3        |            | 38.805          |
| Martinique                      | 18,0       | 17,2       | 16,0       | 18,6       | 4,4        | 5,8        | 4,5        | 1,7        |            | 34.187          |
| Guayana                         | 25,6       | 10,5       | 10,9       | 18,4       | 4,2        | 8,7        | 5,3        | 1,5        |            | 9.621           |
| La Réunion                      | 31,7       | 8,9        | 10,2       | 20,3       | 5,0        | 4,9        | 5,7        | 2,2        |            | 171.314         |
| Mayotte                         | 52,4       | 6,4        | 2,5        | 10,1       | 13,3       | 2,2        | 4,9        | 1,0        |            | 18.171          |
| Französisch-Polynesien          | 20,6       | 41,5       | 4,7        | 5,1        | 3,1        | 6,5        | 5,0        | 1,0        |            | 27.718          |
| Saint-Martin/Saint-Barthélemy   | 27,4       | 28,2       | 5,9        | 5,0        | 4,6        | 5,0        | 9,7        | 0,5        |            | 4.067           |
| Saint-Pierre und Miquelon       | 25,6       | 14,5       | 20,8       | 10,9       | 4,0        | 5,9        | 2,3        | 2,9        |            | 1.023           |
| Wallis und Futuna               | 18,6       | 26,6       | 6,1        | 8,6        | 10,1       | 3,9        | 10,0       | 2,3        |            | 2.786           |
| Neukaledonien                   | 21,7       | 28,6       | 4,2        | 4,0        | 12,7       | 3,5        | 16,0       | 0,5        |            | 27.910          |
| Français établis hors de France | 8,3        | 22,0       | 18,8       | 13,9       | 8,3        | 12,2       | 7,7        | 0,8        |            | 258.820         |
|                                 |            |            |            |            |            |            |            |            |            |                 |
| Quelle: Innenministerium        |            |            |            |            |            |            |            |            |            |                 |

### Mandate nach Fraktionen
| Fraktion                       | Fraktion                                               | Mandate | Partei                               | Partei                 | Mandate |
| ------------------------------ | ------------------------------------------------------ | ------- | ------------------------------------ | ---------------------- | ------- |
|                                | Patrioten für Europa                                   | 30 / 82 |                                      | Rassemblement National | 30 / 82 |
|                                | Renew Europe                                           | 13 / 82 |                                      | Renaissance            | 5 / 82  |
|                                | Renew Europe                                           | 13 / 82 | Mouvement démocrate                  | 4 / 82                 |         |
|                                | Renew Europe                                           | 13 / 82 | Horizons                             | 2 / 82                 |         |
|                                | Renew Europe                                           | 13 / 82 | Union des démocrates et indépendants | 1 / 82                 |         |
|                                | Renew Europe                                           | 13 / 82 | Agir                                 | 1 / 82                 |         |
|                                | Renew Europe                                           | 13 / 82 | Unabhängig                           | 1 / 82                 |         |
|                                | Fraktion der Progressiven Allianz der Sozialdemokraten | 13 / 82 |                                      | Parti socialiste       | 10 / 82 |
|                                | Fraktion der Progressiven Allianz der Sozialdemokraten | 13 / 82 | Place publique                       | 3 / 82                 |         |
|                                | Die Linke im Europäischen Parlament – GUE/NGL          | 9 / 82  |                                      | La France insoumise    | 9 / 82  |
|                                | Fraktion der Europäischen Volkspartei                  | 6 / 82  |                                      | Les Républicains       | 6 / 82  |
|                                | Die Grünen/Europäische Freie Allianz                   | 5 / 82  |                                      | Les Écologistes        | 5 / 82  |
|                                | Europäische Konservative und Reformer                  | 4 / 82  |                                      | Reconquête             | 4 / 82  |
|                                | Europa der Souveränen Nationen                         | 1 / 82  |                                      | Reconquête             | 1 / 82  |
|                                |                                                        |         |                                      |                        |         |
| Quelle: Europäisches Parlament |                                                        |         |                                      |                        |         |

## Reaktionen
Noch am Wahlabend hielt der französische Staatspräsident Emmanuel Macron eine Fernsehansprache, in der er die Auflösung der Nationalversammlung und Neuwahlen ankündigte, die er für den 30. Juni und am 7. Juli 2024 ansetzte.